# Neyrīz (kommunhuvudort i Iran)
Neyrīz (persiska: نیریز) är en kommunhuvudort i Iran.   Den ligger i provinsen Fars, i den centrala delen av landet, 800 km söder om huvudstaden Teheran. Neyrīz ligger 1 606 meter över havet och antalet invånare är 45 506.
Terrängen runt Neyrīz är varierad.Runt Neyrīz är det glesbefolkat, med 12 invånare per kvadratkilometer. Det finns inga andra samhällen i närheten. Omgivningarna runt Neyrīz är i huvudsak ett öppet busklandskap.